# Île Sainte-Marie (rivière Richelieu)
Pour les articles homonymes, voir Sainte-Marie.
L'île Sainte-Marie est une île fluviale de la rivière Richelieu. Elle est située dans le territoire de la municipalité de Carignan, dans la municipalité régionale de comté (MRC) de La Vallée-du-Richelieu, dans la région administrative de la Montérégie, dans le sud de la province de Québec, au Canada.
L'île Sainte-Marie est située en aval de l'île Sainte-Thérèse, dont elle est séparée par un étroit chenal.

## Géographie
De forme très allongée, l'île Sainte-Marie mesure 800 m de longueur sur 150 m de largeur maximale. Elle est reliée à la rive gauche de la rivière Richelieu par une route qui passe sur la jetée formant la rive droite du canal de Chambly.
L'île Sainte-Marie fait face du côté est à la confluence de La Grande Décharge (ruisseau venant de l'est); à cet endroit, la distance entre l'île et la rive est de la rivière Richelieu est de 0,38 km. L'île Sainte-Marie fait aussi face au Lieu historique national du Canada du Canal de Chambly, lequel est situé du côté ouest du canal.

## Histoire
Les historiens québécois situent généralement l'ancien fort Sainte-Thérèse, aujourd'hui disparu, en face de l'île Sainte-Marie.

## Toponymie
Le nom de l'île proviendrait de celui d'un ancien propriétaire, Jean Sainte-Marie.
Le toponyme "Île Sainte-Marie" a été officialisé le 5 décembre 1968 à la Banque des noms de lieux de la Commission de toponymie du Québec.

## Occupation
Jadis territoire agricole, l'île Sainte-Marie est aujourd'hui occupée par une trentaine de résidences. La rue de l'Île-Sainte-Marie s'avère la voie routière principale de l'île.